# Klugenotus capitonia
Klugenotus capitonia är en mossdjursart som först beskrevs av Androsova 1965.  Klugenotus capitonia ingår i släktet Klugenotus och familjen Cerioporidae. Inga underarter finns listade i Catalogue of Life.